# Nogometni Klub Primorac 1929
Il Nogometni Klub Primorac 1929, conosciuto semplicemente come Primorac Stobreč, è una squadra di calcio di Stobrezio (Stobreč in croato), una cittadina costiera presso Spalato e Salona, nella regione spalatino-dalmata (Croazia).

## Nome
Primorac sta per "abitante del litorale". Si trova spesso nello stesso girone del quasi omonimo HNK Primorac Biograd na Moru: la HNS denomina quello di Stobreč come "Primorac" e quello di Biograd "Primorac (B)".

## Storia
La squadra viene fondata nel 1929 come NK Primorac: il primo presidente è Frane Perasović (in carica dal 1929 dal 1933) e gli altri fondatori sono Ante Stipinović, Tomislav Slavko Perasović, Frane Perasović e Mirko Stipinović (quest'ultimo fa anche da allenatore). Il primo pallone da calcio è stato portato da Duje Perasović dall'America.
Negli anni della Jugoslavia socialista milita nelle serie minori, quasi sempre nei campionati regionali di Spalato. A fine anni '80 raggiunge la 3. Savezna liga (la terza divisione jugoslava): sono le uniche 3 stagioni in cui si confronta con compagini delle altre repubbliche.
Con la nascita della Croazia indipendente viene inserita nella seconda divisione: la vittoria del girone Sud nella stagione 1992-93 gli permette di raggiundere la massima divisione. Ci rimane per due anni sempre piazzandosi sempre al 14º posto, il secondo gli costa la retrocessione.
Nel 2002 vince il girone sud di terza divisione, ma i gravi problemi finanziari non gli permettono la promozione, anzi, deve ripartire dalla prima serie regionale come NK Primorac 1929.
Nel 2011 firma una cooperazione di 6 anni con l'Hajduk Spalato: in cambio di aiuto nelle strutture e nei campi da gioco a Stobreč, il Primorac avrebbe fatto giocare i calciatori provenienti dal settore giovanile dell'Hajduk. Praticamente diventando la loro seconda squadra. Nel 2014, con la nascita del Hajduk Spalato II, la cooperazione si interrompe.
Attualmente milita nella Treća HNL, la terza divisione del campionato in Croazia.

## Cronistoria
| Stagione             | Campionato                            | Campionato           | Campionato           | Campionato                                       | Coppa               |
| Stagione             | Categoria                             | Liv.                 | Posizione            | Verdetti                                         | Coppa               |
| -------------------- | ------------------------------------- | -------------------- | -------------------- | ------------------------------------------------ | ------------------- |
| CAMPIONATI JUGOSLAVI | CAMPIONATI JUGOSLAVI                  | CAMPIONATI JUGOSLAVI | CAMPIONATI JUGOSLAVI | CAMPIONATI JUGOSLAVI                             | Coppa di Jugoslavia |
| 1952                 | Sottocampionato Spalato - III gruppo  | III                  | 3º su 5              |                                                  |                     |
| 1952–53              | Sottocampionato Spalato - III gruppo  | IV                   | 2º su 3              |                                                  |                     |
| 1953–54              | Sottocampionato Spalato - II gruppo   | V                    | 7º su 9              |                                                  |                     |
| 1954–55              | ???                                   |                      | ???                  |                                                  |                     |
| 1955–56              | Sottocampionato Spalato - VI gruppo   | IV                   | 3º su 8              |                                                  |                     |
| 1956–57              | Sottocampionato Spalato - VIII gruppo | IV                   | 4º su 9              |                                                  |                     |
| 1957–58              | ???                                   |                      | ???                  |                                                  |                     |
| 1958–59              | Sottocampionato Spalato - I gruppo    | IV                   | 4º su 6              |                                                  |                     |
| 1959–60              | Sottocampionato Spalato - I gruppo    | IV                   | 5º su 6              |                                                  |                     |
| 1960–61              | Sottocampionato Spalato - II gruppo   | IV                   | 4º su 6              |                                                  |                     |
| 1961–62              | Sottocampionato Spalato               | IV                   | 2º su 7              |                                                  |                     |
| 1962–63              | Sottocampionato Spalato               | IV                   | 8º su 13             |                                                  |                     |
| 1963–64              | Sottocampionato Spalato               | IV                   | 5º su 10             |                                                  |                     |
| 1964–65              | Sottocampionato Spalato               | IV                   | 8º su 10             |                                                  |                     |
| 1965–66              | Sottocampionato Spalato               | IV                   | 5º su 10             |                                                  |                     |
| 1966–67              | Sottocampionato Spalato               | IV                   | 7º su 9              |                                                  |                     |
| 1967–68              | Sottocampionato Spalato               | IV                   | 5º su 11             |                                                  |                     |
| 1968–69              | Campionato NSO Spalato                | IV                   | 6º su 10             |                                                  |                     |
| 1969–70              | Campionato NSO Spalato                | IV                   | 4º su 10             |                                                  |                     |
| 1970–71              | Campionato NSO Spalato                | IV                   | 1º su 10             |                                                  |                     |
| 1971–72              | Dalmazia Sud                          | III                  | 4º su 11             |                                                  |                     |
| 1972–73              | Dalmazia Sud                          | III                  | 7º su 14             |                                                  |                     |
| 1973–74              | Dalmazia Sud                          | IV                   | 11º su 13            |                                                  |                     |
| 1974–75              | Interlega Spalato-Makarska            | V                    | 3º su 14             |                                                  |                     |
| 1975–76              | Interlega Spalato-Makarska            | V                    | 6º su 14             |                                                  |                     |
| 1976–77              | Interlega Spalato-Makarska            | V                    | 12º su 14            |                                                  |                     |
| 1977–78              | Interlega Spalato-Makarska            | V                    | 7º su 12             |                                                  |                     |
| 1978–79              | Interlega Spalato-Makarska            | V                    | 5º su 12             |                                                  |                     |
| 1979–80              | Interlega Spalato-Makarska            | V                    | 2º su 13             |                                                  |                     |
| 1980–81              | Interlega Spalato-Makarska            | V                    | 1º su 13             |                                                  |                     |
| 1981–82              | Dalmazia                              | IV                   | 7º su 14             |                                                  |                     |
| 1982–83              | Dalmazia                              | IV                   | 5º su 16             |                                                  |                     |
| 1983–84              | Hrvatska liga Sud                     | III                  | 11º su 12            |                                                  |                     |
| 1984–85              | Hrvatska liga Sud                     | III                  | 4º su 14             |                                                  |                     |
| 1985–86              | Hrvatska liga Sud                     | III                  | 5º su 14             |                                                  |                     |
| 1986–87              | Hrvatska liga Sud                     | III                  | 3º su 14             |                                                  |                     |
| 1987–88              | Jedinstvena hrvatska liga             | III                  | 12º su 16            | Ammesso alla neoformata 3. Savezna liga          |                     |
| 1988–89              | 3. liga Ovest                         | III                  | 6º su 18             |                                                  |                     |
| 1989–90              | 3. liga Ovest                         | III                  | 8º su 18             |                                                  |                     |
| 1990–91              | 3. liga Ovest                         | III                  | 16º su 18            | Abbandona il sistema calcistico jugoslavo        |                     |
| CAMPIONATI CROATI    | CAMPIONATI CROATI                     | CAMPIONATI CROATI    | CAMPIONATI CROATI    | CAMPIONATI CROATI                                | Coppa di Croazia    |
| 1992                 | 2. HNL Sud                            | II                   | 1º su 8              | Non viene ammesso in 1. HNL                      |                     |
| 1992–93              | 2. HNL Sud                            | II                   | 1º su 16             | Promosso in 1. HNL                               |                     |
| 1993–94              | 1. HNL                                | I                    | 14º su 18            |                                                  |                     |
| 1994–95              | 1. HNL                                | I                    | 14º su 16            | Retrocede in 1. HNL "B"                          | 16esimi             |
| 1995–96              | 1. HNL "B"                            | II                   | 9º su 10             |                                                  |                     |
| 1996–97              | 1. HNL "B"                            | II                   | 10º su 16            | Passa in 2. HNL                                  |                     |
| 1997–98              | 2. HNL Sud                            | II                   | 16º su 17            | Retrocede in 3. HNL                              |                     |
| 1998–99              | 3. HNL Sud                            | III                  | 5º su 18             |                                                  |                     |
| 1999–00              | 3. HNL Sud                            | III                  | 5º su 16             |                                                  |                     |
| 2000–01              | 3. HNL Sud                            | III                  | 4º su 15             |                                                  |                     |
| 2001–02              | 3. HNL Sud                            | III                  | 1º su 16             | Per problemi finanziari rinuncia alla promozione |                     |
| 2002–03              | 1. ŽNL Splitsko-dalmatinska           | IV                   | 2º su 15             |                                                  |                     |
| 2003–04              | 1. ŽNL Splitsko-dalmatinska           | IV                   | 1º su 14             | Promosso                                         |                     |
| 2004–05              | 3. HNL Sud                            | III                  | 10º su 18            |                                                  |                     |
| 2005–06              | 3. HNL Sud                            | III                  | 12º su 18            |                                                  |                     |
| 2006–07              | 3. HNL Sud                            | III                  | 15º su 18            |                                                  |                     |
| 2007–08              | 3. HNL Sud                            | III                  | 12º su 18            |                                                  |                     |
| 2008–09              | 3. HNL Sud                            | III                  | 10º su 18            |                                                  |                     |
| 2009–10              | 3. HNL Sud                            | III                  | 12º su 18            |                                                  |                     |
| 2010–11              | 3. HNL Sud                            | III                  | 15º su 18            |                                                  |                     |
| 2011–12              | 3. HNL Sud                            | III                  | 2º su 18             | Promosso in 2. HNL                               |                     |
| 2012–13              | 2. HNL                                | II                   | 15º su 16            | Retrocesso in 3. HNL                             |                     |
| 2013–14              | 3. HNL Sud                            | III                  | 9º su 18             |                                                  |                     |
| 2014–15              | 3. HNL Sud                            | III                  | 10º su 18            |                                                  |                     |
| 2015–16              | 3. HNL Sud                            | III                  | 11º su 18            |                                                  |                     |
| 2016–17              | 3. HNL Sud                            | III                  | 12º su 18            |                                                  |                     |
| 2017–18              | 3. HNL Sud                            | III                  | 7º su 16             |                                                  |                     |
| 2018–19              | 3. HNL Sud                            | III                  |                      |                                                  |                     |

## Stadio
Il NK Primorac 1929 disputa le partite interne allo Igralište (=campo di gioco) Blato che si trova all'ingresso di Stobrezio. Ha una capienza di circa 1500 spettatori.

## Giocatori ed allenatori di rilievo
- Ivan Gudelj
- Luka Peruzović
- Slaven Bilić
- Tomislav Erceg
- Mario Bazina
- Boško Boškovič
- Mirko Grabovac

## Palmarès
- Druga hrvatska nogometna liga: 1

1992-1993 (Sud)
- Treća HNL: 1

2001-2002 (girone sud)
- 1. ŽNL Splitsko-dalmatinska

2004